# Kortrijk
Kortrijk (ˈkɔrtrɛɪ̯k; fr. Courtrai; vls. Kortryk, Kortrik, Kortriek; hist. Cortrick) – miasto w Belgii, w Regionie Flamandzkim, w prowincji Flandria Zachodnia, siedziba administracyjna okręgu Kortrijk. Leży przy ujściu rzeki Leie, przez Bossuit-Kortrijk, ma dostęp do Morza Północnego.

## Historia

### Do XIII wieku

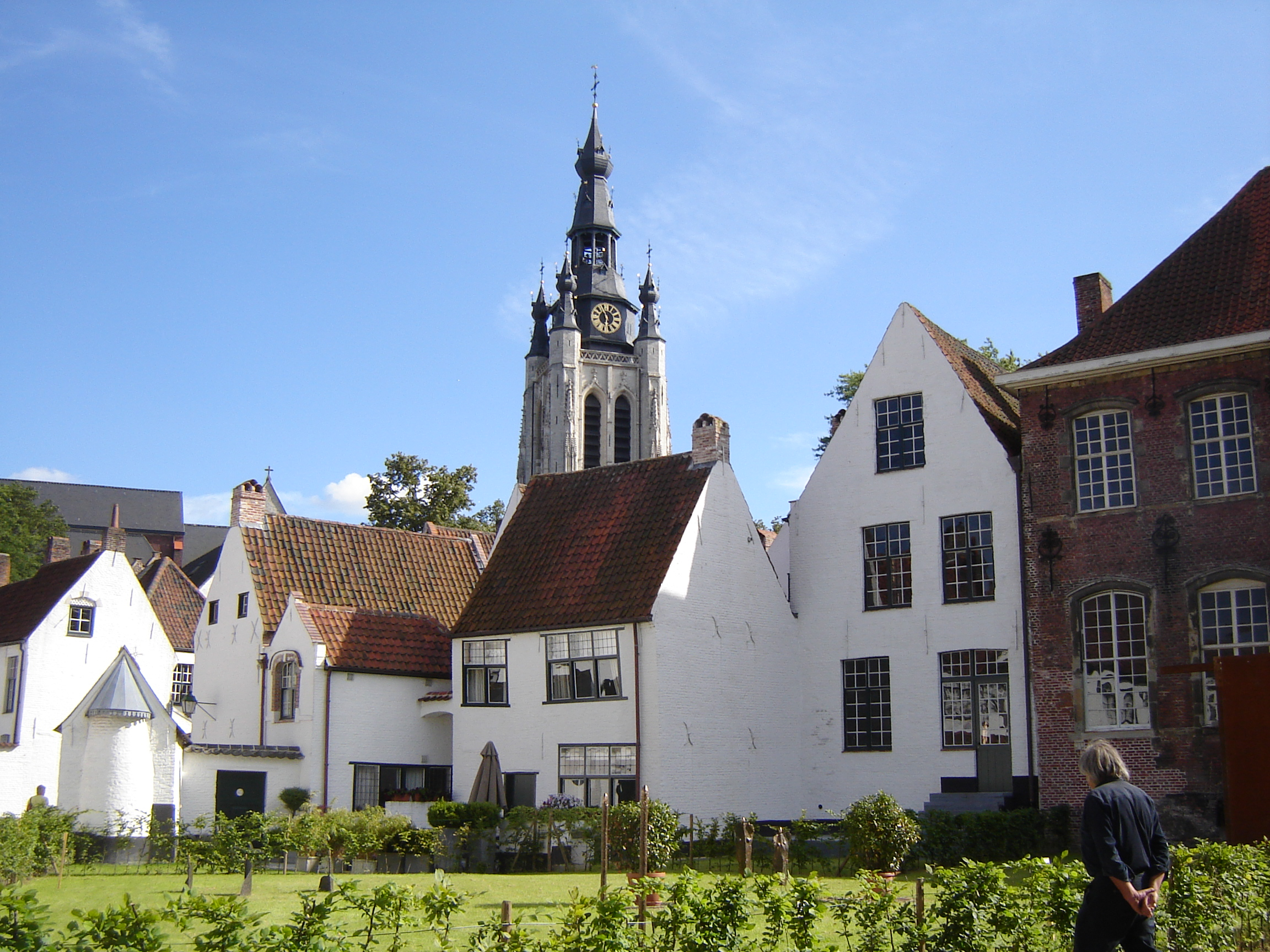
Beginaż i kościół pw. św. Marcina (Sint-Maarten)

W pierwszym wieku naszej ery Rzymianie założyli kolonię zwaną Cortoriacum. Została ona usytuowana na skrzyżowaniu dróg z Tongeren do Cassel i z Tournai do Oudenburga, na brzegach rzeki Leie.
W IX wieku, Baldwin II, hrabia Flandrii zlecił budowę fortyfikacji, które miały ochronić osadę przed Normanami, jego części można oglądać do dziś (Wieże Broel). Kortrijk uzyskał prawa miejskie w 1190 roku od Filipa z Alzacji.
Od średniowiecza aż do dziś jest największym ośrodkiem produkcji lnu w Europie Zachodniej.
W XIII wieku bitwa pomiędzy Ferdynandem Portugalskim, hrabią Flandrii i jego pierwszym kuzynem, królem Francji, Ludwikiem VIII doprowadziła do zniszczenia miasta, jednak szybko zostało ono odbudowane.

### Bitwa pod Courtrai
W 1302 roku w pobliżu Kortrijk miała miejsce wygrana przez Flamandów bitwa w powstaniu przeciwko Francji, zwana bitwą złotych ostróg.

W roku 1302 mieszkańcy Brugii rozpoczęli zakończone sukcesem powstanie przeciwko Francji, która zaanektowała Flandrię kilka lat wcześniej. 18 maja pochodzący z Francji mieszkańcy miasta zostali zamordowani. Zdarzenie to nie mogło przejść bez echa. Następstwem powstania była sławna bitwa, zwana bitwą złotych ostróg, pomiędzy mieszkańcami Flandrii, przeważnie zwykłymi obywatelami i rolnikami, a rycerzami króla Filipa. Miała ona miejsce w pobliżu Kortrijku dnia 11 lipca i została wygrana przez Flandryjczyków. Dzień ten jest obecnie świętem narodowym społeczności flamandzkiej.

W roku 1323 we Flandrii wybuchło kolejne powstanie, tym razem przeciwko ich własnemu władcy, hrabiemu Ludwikowi I. Z okazji skorzystali Francuzi, ponownie atakując Flandrię. Bitwa pod Cassel w 1328 roku była ostatnią przed pełnym przejęciem kontroli przez Francję. Syn Ludwika I, Ludwik II, a potem Filips van Artevelde na krótko odzyskali kontrolę nad miastem w 1381 roku, ale utracili ją ponownie rok później w bitwie pod Westrozebeke. W 1382 miasto zostało zdobyte i splądrowane przez Francuzów.

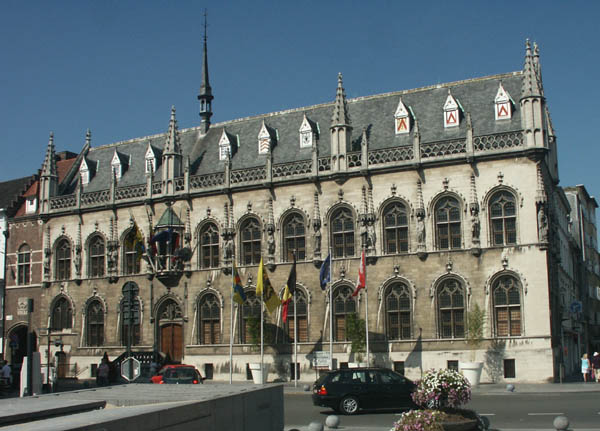
Ratusz w Kortrijk

### Od XV wieku
Pod rządami książąt Burgundii, miasto rozwijało się. Jednakże po śmierci Marii Burgundzkiej w 1482, wojny z Francją rozgorzały na nowo. XVI wiek upłynął pod znakiem powstania w Niderlandach w 1539 roku, represji Karola V, a następnie reformacji. Ludwik XIV okupował Kortrijk pięć razy w ciągu 60 lat i wcześniejsze fortyfikacje miasta zostały zrównane z ziemią. Na mocy postanowień pokoju utrechckiego z 1713 roku cały ten obszar przeszedł w ręce Austrii.
W XIX wieku nastąpiła gwałtowna industrializacja, rozwinął się zwłaszcza przemysł tekstylny. Kortrijk został zbombardowany latem 1917 roku, jednak większe zniszczenia spowodowało bombardowanie aliantów w 1944 roku.
Obecnie miasto jest znane m.in. z dużych targów autobusowych.

## Podział administracyjny
W skład miasta wchodzi siedem dzielnic (deelgemeente):
- Aalbeke
- Bellegem
- Bissegem
- Heule
- Kooigem
- Marke
- Rollegem

## Zabytki

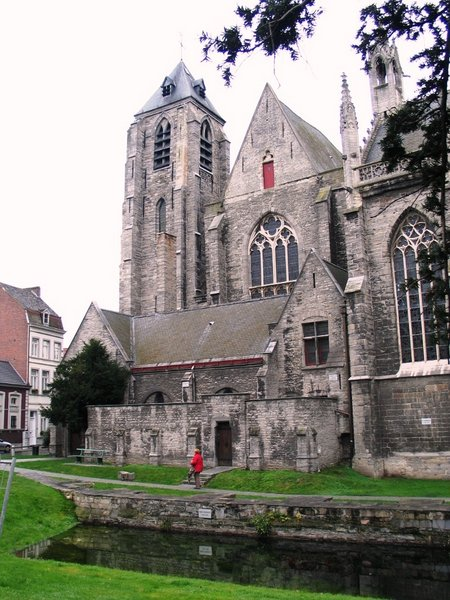
Kościół pw. NMP Onze-Lieve-Vrouw

- rynek Grote Markt z beffroi z XIV wieku, która wpisana jest na listę światowego dziedzictwa kulturalnego UNESCO i renesansowym ratuszem zbudowanym w latach 1418–1420, ozdobionym rzeźbami hrabiów Flandrii
- kościół pw. NMP (Onze-Lieve-Vrouw) z XIII wieku, gdzie złożone zostały złote ostrogi zdobyte podczas bitwy w 1302 roku. Obecnie w kościele znajduje się znany obraz Antoona van Dycka.
- zespół 42 kamienic z XIII wieku
- kościół pw. św. Marcina (Sint-Maarten) z XIII w., dwukrotnie odbudowywany po zniszczeniach wojennych (XIV i XIX wiek) z carillonem składającym się z 48 dzwonów
- dwie Wieże Broel, pozostałe z fortyfikacji miejskich z XIII-XV wieku, połączone małym mostem, ozdobiony figurą Kana Nepomucena, patrona topielców
- szpital NMP (Onze-Lieve-Vrouw), zbudowany 1200–1204
- XVII-wieczny klasztor beginek, wpisany na listę światowego dziedzictwa kulturalnego UNESCO

## Osoby

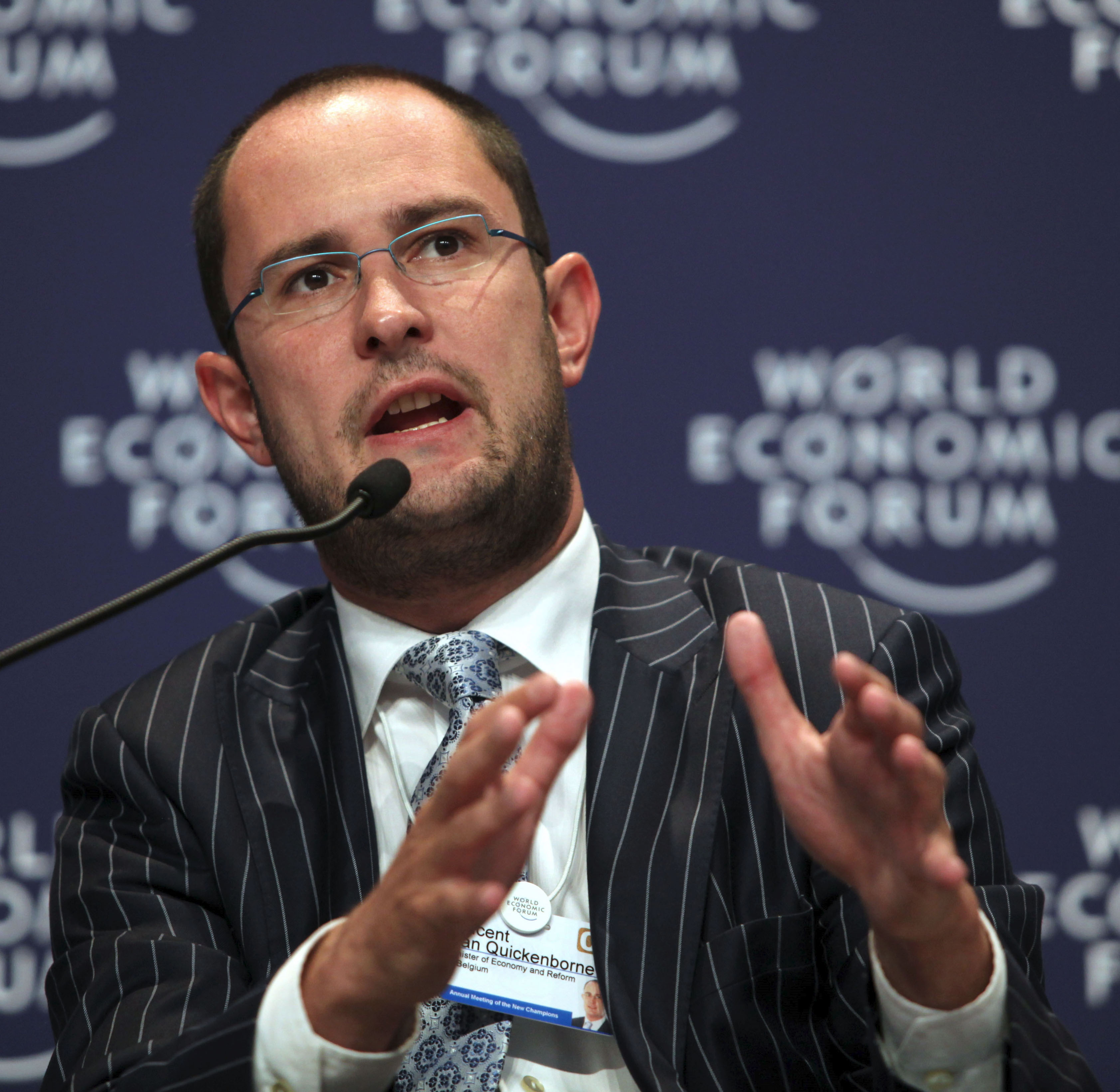
Vincent Van Quickenborne, burmistrz miasta

### urodzone w Kortrijk
- John II z Brienne, hrabia Eu
- Edmée Daenen, artysta
- Stefaan De Clerck, polityk i burmistrz Kortrijku (2001-2012)
- Carl de Keyzer, fotograf
- Pierre de la Rue, renesansowy kompozytor
- Ann Demeulemeester, projektant mody
- Guido Gezelle, poeta
- Piet Goddaer, piosenkarz, znany jako Ozark Henry
- Ozark Henry, muzyk
- Gilles Joye, renesansowy kompozytor
- Xavier Malisse, tenisista
- Morris, twórca Lucky Luke’a
- Jan Palfyn (1650-1730), lekarz, chirurg i wynalazca pęsety
- Louis Robbe (1806-1887), malarz
- Roelandt Savery (1576-1639), malarz
- Stijn Streuvels (1871-1969), pisarz
- Jacobus Vaet, renesansowy kompozytor
- Vincent Van Quickenborne (ur. 1973), polityk, sekretarz stanu i burmistrz Kortrijku
- Emmanuel Vierin (1869-1954), malarz
- Stoffel Vandoorne, kierowca wyścigowy
- Hanne Gaby Odiele(inne języki), belgijska modelka[1]

## Transport
Znajduje się tutaj stacja kolejowa Kortrijk.

## Kultura
Z Kortrijk pochodzi zespół rocka elektronicznego Goose, założony w 2000 roku.

## Współpraca
Miejscowości partnerskie:
- Bad Godesberg, Niemcy (1964)
- Cebu City, Filipiny
- Frascati, Włochy
- Greenville, Stany Zjednoczone
- Saint-Cloud, Francja
- Taszkent, Uzbekistan
- Windsor and Maidenhead, Anglia
- Wuxi, Chiny